# Блё де Жекс
Блё де Жекс (фр. Bleu de Gex) — французский голубой сыр из коровьего молока с белой пенициллиновой корочкой, один из старейших французских сыров.
Также известен как Блё дю О-Жюра (фр. Bleu du Haut-Jura), Блё де Жекс О-Жюра (фр. Bleu de Gex Haut-Jura) и Блё де Сетмонсель (фр. Bleu de Septmoncel).

## История
Блё де Жекс является одним из старейших французских сыров, который производится начиная с XIII века в Юра. За все время производства технология изготовления сыра практически не изменилась. В 1977 году сыру была присвоена категория АОС, однако ещё с 1935 году было законодательно закреплено производство этого сыра строго на определенной территории. В 1996 году Блё де Жекс получил также общеевропейскую категорию АОР.

## Изготовление
Блё де Жекс производится в департаменте Юра из сырого молока коров монбельярдской и французской симментальской пород. Сыр выдерживается от 2 до 5 месяцев, при этом выдержка сыра зависит от сезона, так летний сыр обычно выдерживается 4—5 месяцев, осенний и зимний — 2 месяца. Это связано с тем, что сыры, производимые осенью и зимой, хуже переносят длительную выдержку. Блё де Жекс выдерживается в старинных винных подвалах и погребах с влажностью воздуха 80 % или в гротах и тоннелях, в которых выдерживается также сыр Конте. В прошлом считалось, что грибки плесени, содержащиеся в горных травах и цветах, попадают в молоко, а из него в сыр. В настоящее время споры голубой плесени (лат. Penicillium glaucum) вводятся в молоко искусственно. Помимо этого во время созревания корка сыра протыкается и в сыр шприцами закачивается воздух, чтобы плесень развивалась.

## Описание

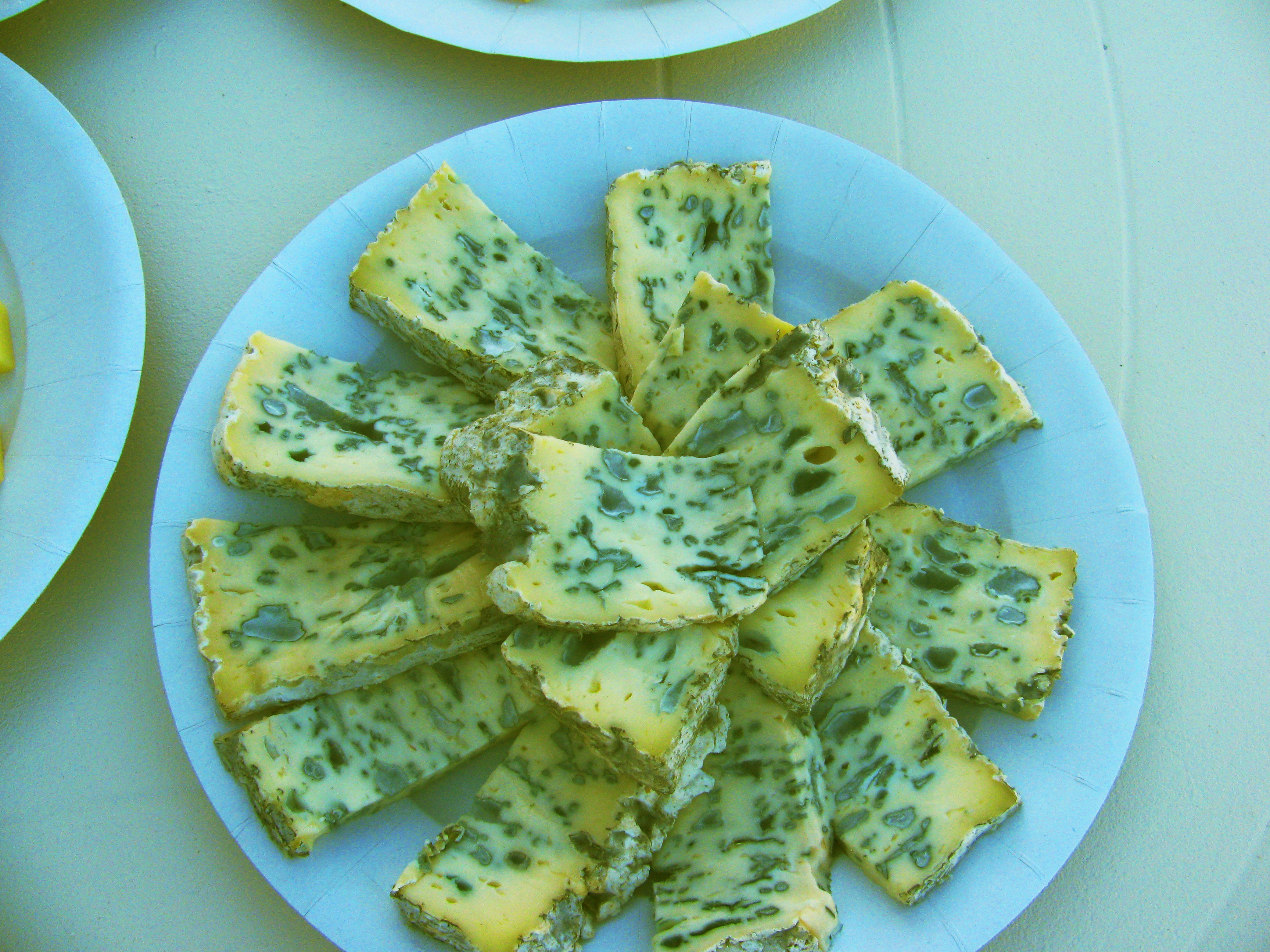
Блё де Жекс в нарезке

Типичный горный голубой сыр, обладающий всеми его достоинствами и недостатками. Головки сыра имеют форму диска диаметром 30—35 сантиметров, высотой 7—10 сантиметров и весом около 7 килограмм. Тонкая желтоватая корка сыра покрыта белой сухой плесенью, на поверхности корки присутствуют отверстия от шприца, на верхней части головки обычно отпечатывается слово Gex, также на ней могут быть пятна красного цвета. Мякоть цвета слоновой кости равномерно покрыта прожилками голубовато-зеленой плесени.
Сыр обладает богатым слегка горьким вкусом с молочными, фруктовыми и пряными нотами, нотами грибницы и ванили, а также минеральным послевкусием. Перед употреблением с сыра счищают корочку из белой плесени. Местные жители зачастую употребляют его с отварным картофелем и местными красными сухими, белыми и розовыми винами.